# 南安乡 (夹江县)
南安乡，是中华人民共和国四川省乐山市夹江县曾经下辖的一个乡。2019年9月，撤销南安乡、龙沱乡和迎江乡，将其所属行政区域划归木城镇管辖。

## 行政区划
南安乡撤销前下辖以下地区：
王宿村、联丰村、邓山村、显岗村、夏岗村、明水村、白岩村、马沟村、张口村、丁字村和兰坝村。